# Валонь (кантон)
Валонь (фр. Valognes) — кантон во Франции, находится в регионе Нормандия, департамент Манш. Входит в состав округа Шербур.

## История
До 2015 года в состав кантона входили коммуны Брикс, Валонь, Ивето-Бокаж, Льёзен, Монтегю-ла-Бризет, Сен-Жозеф, Сосмениль, Тамервиль и Юбервиль.
В результате реформы 2015 года  состав кантона был изменен. В него были включены коммуны упраздненного кантона Монтебур.

## Состав кантона с 22 марта 2015 года
В состав кантона входят коммуны (население по данным Национального института статистики за 2018 г.):
- Азвиль (80 чел.)
- Брикс (2 57 чел.)
- Валонь (6  827 чел.)
- Водрвиль (73 чел.)
- Жоганвиль (112 чел.)
- Ивето-Бокаж (1 163 чел.)
- Кеневиль (270 чел.)
- Ле-Ам (309 чел.)
- Лестр (249 чел.)
- Льёзен (408 чел.)
- Монтегю-ла-Бризет (505 чел.)
- Монтебур (2 100 чел.)
- Озвиль (155 чел.)
- Сен-Жермен-де-Турнебю (434 чел.)
- Сен-Жозеф (795 чел.)
- Сен-Маркуф (342 чел.)
- Сен-Мартен-д'Одувиль (130 чел.)
- Сен-Сир (189 чел.)
- Сен-Флоксель (493 чел.)
- Сортовиль (82 чел.)
- Сосмениль (880 чел.)
- Тамервиль (669 чел.)
- Флотманвиль (207 чел.)
- Фонтене-сюр-Мер (175 чел.)
- Фревиль (368 чел.)
- Экосвиль (103 чел.)
- Эмеве (181 чел.)
- Эмондвиль (351 чел.)
- Эрудвиль (209 чел.)
- Юбервиль (368 чел.)
- Юрвиль (209 чел.)

## Политика
На президентских выборах 2022 г. жители кантона отдали в 1-м туре Эмманюэлю Макрону 31,2 % голосов против 26,0 % у Марин Ле Пен и 15,9 % у Жана-Люка Меланшона; во 2-м туре в кантоне победил Макрон, получивший 57,1 % голосов. (2017 год. 1 тур: Эмманюэль Макрон – 25,5 %, Марин Ле Пен – 21,2 %, Франсуа Фийон – 21,0 %, Жан-Люк Меланшон – 16,7 %; 2 тур: Макрон – 65,2 %. 2012 год. 1 тур: Николя Саркози — 28,0 %, Франсуа Олланд — 27,9 %, Марин Ле Пен — 17,0 %; 2 тур: Олланд — 50,7 %).
С 2015 года кантон в Совете департамента Манш представляют мэр коммуны Сен-Сир Кристель Кастлен (Christèle Castelein) и мэр города Валонь Жак Коклен (Jacques Coquelin) (оба — Разные правые).
|                | Кандидаты                   | Партия                   | Первый тур | Первый тур     | Второй тур | Второй тур |
| Кол-во голосов | Кандидаты                   | Партия                   | % голосов  | Кол-во голосов | % голосов  |            |
| -------------- | --------------------------- | ------------------------ | ---------- | -------------- | ---------- | ---------- |
|                | Кристель Кастлен Жак Коклен | Разные правые            | 3 752      | 78,96          | 3 642      | 79,80      |
|                | Элиза Деларок Бернар Перруо | Национальное объединение | 1 000      | 21,04          | 922        | 20,20      |

|                | Кандидаты                     | Партия                  | Первый тур | Первый тур     | Второй тур | Второй тур |
| Кол-во голосов | Кандидаты                     | Партия                  | % голосов  | Кол-во голосов | % голосов  |            |
| -------------- | ----------------------------- | ----------------------- | ---------- | -------------- | ---------- | ---------- |
|                | Кристель Кастлен Жак Коклен   | Разные правые           | 3 005      | 41,53          | 3 891      | 55,83      |
|                | Николь Гроф Ив Неель          | Социалистическая партия | 2 210      | 39,21          | 3 078      | 44,17      |
|                | Робер Рету Сабрина Спассевич  | Национальный фронт      | 1 849      | 24,13          |            |            |
|                | Николь Бессельевр Жан Ленобль | Левый фронт             | 600        | 7,83           |            |            |